# Districtul Gárdony
Gárdony (în maghiară Gárdonyi járás) este un district în județul Fejér, Ungaria.
Districtul are o suprafață de 306,79 km2 și o populație de 29.775 locuitori (2013).